# Bottesford
Pour les articles homonymes, voir Bottesford (homonymie).
Bottesford est un village du Royaume-Uni dans le Leicestershire, à 40 km au nord-est de Leicester, sur le Devon. La population comptait 3 445 habitants en 2021.

## Patrimoine
Tombeaux des comtes et ducs de Rutland.

## Zone industrielle
Une ferme de boissons biologiques de marque Belvoir fruits farms a été créée à partir de 1984.